# Chimarra supanna
Chimarra supanna är en nattsländeart som beskrevs av Malicky 1993. Chimarra supanna ingår i släktet Chimarra och familjen stengömmenattsländor. Inga underarter finns listade i Catalogue of Life.